# 네불륨

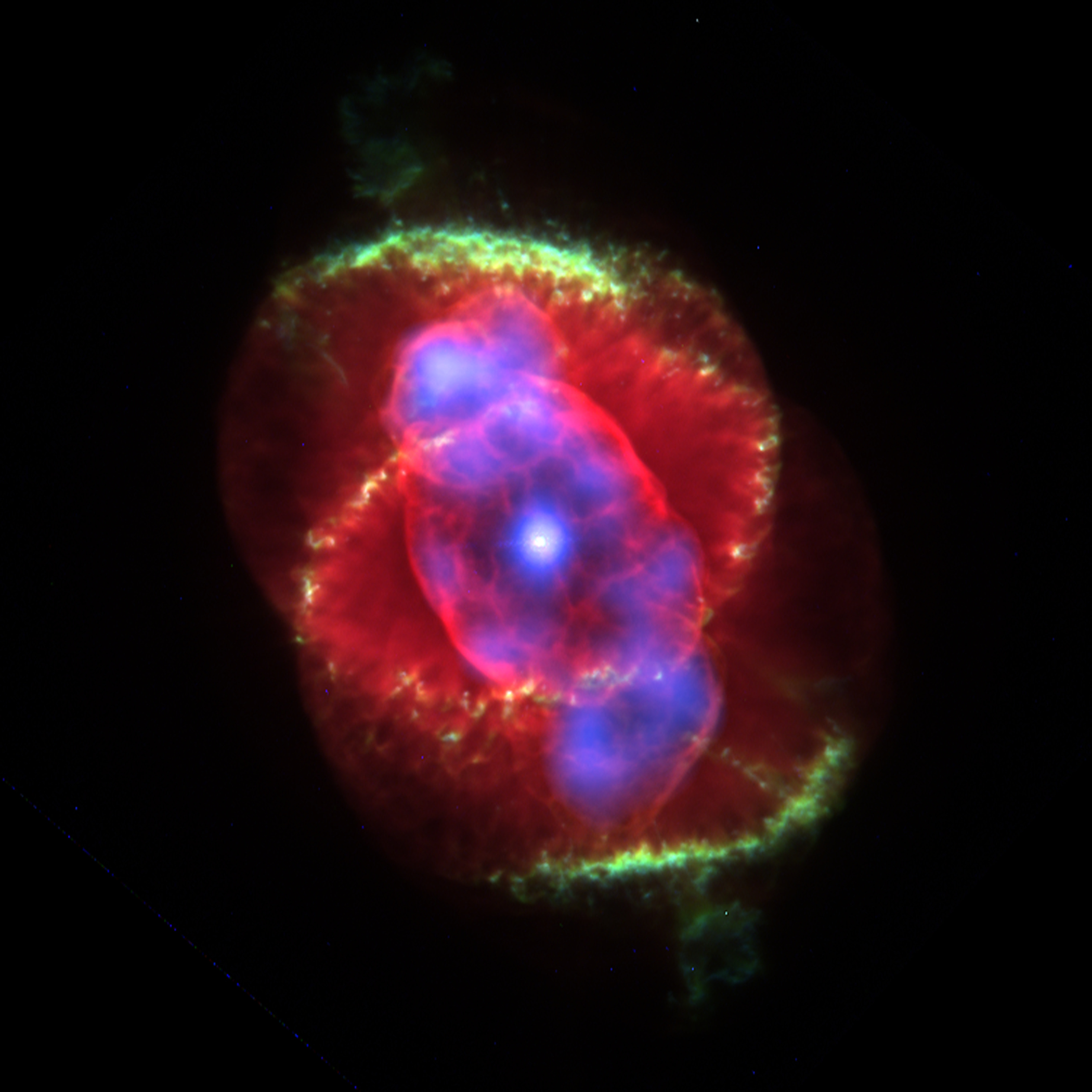
고양이 눈 성운

네불륨(Nebulium)은 1864년 윌리엄 허긴스가 고양이 눈 성운에서 발견한 강한 녹색 방출선을 보고 그 원인이 되는 것으로 추측하여 제안한 원소이다. 1927년 이라 스프라그 보웬이 이 선의 원인이 이중전리산소임을 보임으로써 네불륨 가설은 폐기되었다.

## 같이 보기
- 헬륨